# Tinalhas
Tinalhas es una freguesia portuguesa del concelho de Castelo Branco, con 16,20 km² de superficie y  habitantes (2001). Su densidad de población es de 42,6 hab/km².